# Foussignac
Foussignac – miejscowość i gmina we Francji, w regionie Nowa Akwitania, w departamencie Charente.
Według danych na rok 1990 gminę zamieszkiwały 543 osoby, a gęstość zaludnienia wynosiła 36 osób/km² (wśród 1467 gmin regionu Poitou-Charentes Foussignac plasuje się na 525. miejscu pod względem liczby ludności, natomiast pod względem powierzchni na miejscu 577.).